# دنيس كولي
دنيس كولي هو شاعر كندي، ولد في 27 أغسطس 1944.